# Allothele malawi
Allothele malawi är en spindelart som beskrevs av Coyle 1984. Allothele malawi ingår i släktet Allothele och familjen Dipluridae. Inga underarter finns listade i Catalogue of Life.